# Sosibi el Jove
Sosibi el Jove (en grec antic: Σωσίβιος, llatí: Sosibius), fill del ministre egipci Sosibi, fou un somatofílac (membre de la guàrdia reial) del jove rei Ptolemeu V Epífanes. Agàtocles el va mantenir en aquest lloc fins i tot després que es va desfer del pare de Sosibi.
En la revolució que va enderrocar a Agàtocles, Sosibi va tenir part destacada en incitar al jove rei a entregar al favorit i els seus còmplices al poble. Segurament per aquest motiu després va obtenir la custòdia del segell reial i la tutela persona del mateix rei. Va exercir el càrrec amb general satisfacció, però les intrigues del seu germà Ptolemeu, més turbulent i ambiciós, el va portar a una ruptura amb Tlepòlem que fins llavors havia estat absent d'Alexandria com a general comandant de les forces a Pelúsion, i que exercia com a cap de l'administració. Tlepòlem va obtenir els majors suports i va obligar a Sosibi a dimitir, segons explica Polibi. Ja no torna a ser esmentat.